# Giải vô địch bóng đá Đông Nam Á 2022 (Bảng B)
Bảng B là một trong hai bảng đấu của Giải vô địch bóng đá Đông Nam Á 2022, gồm có các đội tuyển Việt Nam, Malaysia, Singapore, Myanmar và Lào. Các đội sẽ thi đấu vòng tròn một lượt theo thể thức sân nhà – sân khách. Hai đội đứng đầu sẽ giành quyền tham dự vòng đấu loại trực tiếp.

## Đội
| Thứ tự bốc thăm | Đội       | Số lần tham dự | Thành tích tốt nhất                                             | Vị trí trên Bảng xếp hạng FIFA (25 tháng 8 năm 2022) |
| --------------- | --------- | -------------- | --------------------------------------------------------------- | ---------------------------------------------------- |
| B1              | Việt Nam  | 14 lần         | Vô địch (2008, 2018)                                            | 97                                                   |
| B2              | Malaysia  | 14 lần         | Vô địch (2010)                                                  | 148                                                  |
| B3              | Singapore | 14 lần         | Vô địch (1998, 2004, 2007, 2012)                                | 159                                                  |
| B4              | Myanmar   | 14 lần         | Hạng tư / Bán kết (2004, 2016)                                  | 158                                                  |
| B5              | Lào       | 13 lần         | Vòng bảng (1996 đến 2020) (nhưng 2016 không vượt qua vòng loại) | 183                                                  |

## Lịch thi đấu
| Lượt trận   | Thời gian            |
| ----------- | -------------------- |
| Lượt trận 1 | 21 tháng 12 năm 2022 |
| Lượt trận 2 | 24 tháng 12 năm 2022 |
| Lượt trận 3 | 27 tháng 12 năm 2022 |
| Lượt trận 4 | 30 tháng 12 năm 2022 |
| Lượt trận 5 | 3 tháng 1 năm 2023   |

## Bảng xếp hạng
| VT | Đội       | ST | T | H | B | BT | BB | HS  | Đ  | Giành quyền tham dự     |
| -- | --------- | -- | - | - | - | -- | -- | --- | -- | ----------------------- |
| 1  | Việt Nam  | 4  | 3 | 1 | 0 | 12 | 0  | +12 | 10 | Vòng đấu loại trực tiếp |
| 2  | Malaysia  | 4  | 3 | 0 | 1 | 10 | 4  | +6  | 9  | Vòng đấu loại trực tiếp |
| 3  | Singapore | 4  | 2 | 1 | 1 | 6  | 6  | 0   | 7  |                         |
| 4  | Myanmar   | 4  | 0 | 1 | 3 | 4  | 9  | −5  | 1  |                         |
| 5  | Lào       | 4  | 0 | 1 | 3 | 2  | 15 | −13 | 1  |                         |

## Các trận đấu

### Myanmar v Malaysia
2 đội đã gặp nhau 16 lần. Lần gần nhất hai đội gặp nhau là tại Bảng A năm 2018 với chiến thắng 3–0 thuộc về Malaysia.
| Myanmar | 0–1                              | Malaysia  |
| ------- | -------------------------------- | --------- |
|         | Chi tiết (AFFMEC) Chi tiết (AFF) | Halim 52' |

| Myanmar | Malaysia |

| GK                  | 18 | Kyaw Zin Phyo        | 40' |     |
| RB                  | 12 | Kyaw Zin Lwin        |     | 61' |
| CB                  | 17 | Thiha Htet Aung      | 60' |     |
| CB                  | 3  | Ye Min Thu           |     |     |
| LB                  | 5  | Nanda Kyaw           |     | 82' |
| DM                  | 6  | Kyaw Min Oo          | 80' |     |
| CM                  | 7  | Lwin Moe Aung        |     |     |
| CM                  | 16 | Yan Naing Oo         | 24' | 46' |
| RW                  | 11 | Maung Maung Lwin (c) |     | 41' |
| LW                  | 8  | Hein Htet Aung       |     |     |
| CF                  | 9  | Aung Kaung Mann      |     | 61' |
| Vào sân thay người: |    |                      |     |     |
| FW                  | 19 | Ye Yint Aung         |     | 41' |
| MF                  | 21 | Myat Kaung Khant     |     | 46' |
| DF                  | 2  | Hein Phyo Win        |     | 61' |
| FW                  | 10 | Win Naing Tun        | 84' | 61' |
| DF                  | 4  | David Htan           |     | 82' |
| Huấn luyện viên:    |    |                      |     |     |
| Antoine Hey         |    |                      |     |     |

| GK                  | 16 | Syihan Hazmi           |       |       |
| CB                  | 15 | Khuzaimi Piee          |       | 45+3' |
| CB                  | 6  | Dominic Tan            |       |       |
| CB                  | 5  | Sharul Nazeem          |       |       |
| RM                  | 2  | Azam Azmi              |       |       |
| CM                  | 18 | Brendan Gan            |       |       |
| CM                  | 8  | Stuart Wilkin          |       |       |
| LM                  | 4  | Ruventhiran Vengadesan |       | 87'   |
| RF                  | 11 | Safawi Rasid (c)       |       | 73'   |
| CF                  | 9  | Darren Lok             |       | 46'   |
| LF                  | 7  | Faisal Halim           |       | 88'   |
| Vào sân thay người: |    |                        |       |       |
| DF                  | 12 | Fazly Mazlan           |       | 45+3' |
| MF                  | 10 | Lee Tuck               |       | 46'   |
| FW                  | 19 | Ezequiel Agüero        | 90+4' | 73'   |
| MF                  | 26 | David Rowley           |       | 87'   |
| MF                  | 27 | Aliff Haiqal           |       | 88'   |
| Huấn luyện viên:    |    |                        |       |       |
| Kim Pan-gon         |    |                        |       |       |

| Cầu thủ xuất sắc nhất trận đấu: Syihan Hazmi (Malaysia) Trợ lý trọng tài: Ahmad Mansour Samara Muhsen (Jordan) Hamza Adel Ahmad Abuobead (Jordan) Trọng tài thứ tư: Sivakorn Pu-udom (Thái Lan) |

### Lào v Việt Nam
2 đội đã gặp nhau 11 lần. Lần gần nhất hai đội gặp nhau là tại Bảng B năm 2020 với chiến thắng 2–0 thuộc về Việt Nam.
| Lào | 0–6                              | Việt Nam |
| --- | -------------------------------- | --- |
|     | Chi tiết (AFFMEC) Chi tiết (AFF) | - Nguyễn Tiến Linh 15' · Đỗ Hùng Dũng 43' · Hồ Tấn Tài 55' · Đoàn Văn Hậu 58' · Nguyễn Văn Toàn 82' · Vũ Văn Thanh 90+1' |

| Lào | Việt Nam |

| GK                  | 12 | Keo-Oudone Souvannasangso     |     |     |
| CB                  | 4  | Anantaza Siphongphan          |     |     |
| CB                  | 11 | Soukphachan Lueanthala        |     | 46' |
| CB                  | 19 | Nalongsit Chanthalangsy       |     |     |
| RM                  | 17 | Soukaphone Vongchiengkham (c) |     |     |
| CM                  | 2  | Phoutthavong Sangvilay        |     |     |
| CM                  | 6  | Chanthavixay Khounthoumphone  |     | 78' |
| CM                  | 23 | At Viengkham                  |     | 67' |
| LM                  | 15 | Chony Waenpaseuth             |     |     |
| CF                  | 7  | Anousone Xaypanya             |     | 46' |
| CF                  | 10 | Billy Ketkeophomphone         | 12' | 46' |
| Vào sân thay người: |    |                               |     |     |
| MF                  | 21 | Phithack Kongmathilath        |     | 46' |
| FW                  | 20 | Ekkamai Ratxachak             |     | 46' |
| MF                  | 8  | Manolom Phetphakdy            |     | 46' |
| DF                  | 13 | Inthachak Sisouphan           |     | 67' |
| MF                  | 5  | Phathana Phommathep           |     | 78' |
| Huấn luyện viên:    |    |                               |     |     |
| Michael Weiß        |    |                               |     |     |

| GK                  | 23 | Đặng Văn Lâm       |  |     |
| CB                  | 2  | Đỗ Duy Mạnh        |  |     |
| CB                  | 3  | Quế Ngọc Hải       |  |     |
| CB                  | 16 | Nguyễn Thành Chung |  |     |
| RM                  | 13 | Hồ Tấn Tài         |  |     |
| CM                  | 8  | Đỗ Hùng Dũng (c)   |  |     |
| CM                  | 14 | Nguyễn Hoàng Đức   |  | 65' |
| LM                  | 5  | Đoàn Văn Hậu       |  | 65' |
| RF                  | 19 | Nguyễn Quang Hải   |  | 34' |
| CF                  | 22 | Nguyễn Tiến Linh   |  | 77' |
| LF                  | 20 | Phan Văn Đức       |  | 65' |
| Vào sân thay người: |    |                    |  |     |
| FW                  | 10 | Nguyễn Văn Quyết   |  | 34' |
| FW                  | 9  | Nguyễn Văn Toàn    |  | 65' |
| MF                  | 11 | Nguyễn Tuấn Anh    |  | 65' |
| DF                  | 17 | Vũ Văn Thanh       |  | 65' |
| FW                  | 18 | Phạm Tuấn Hải      |  | 77' |
| Huấn luyện viên:    |    |                    |  |     |
| Park Hang-seo       |    |                    |  |     |

| Cầu thủ xuất sắc nhất trận đấu: Đỗ Hùng Dũng (Việt Nam) Trợ lý trọng tài: Takabe Yosuke (Nhật Bản) Mohammad Faisal Ali (Brunei) Trọng tài thứ tư: Abdul Hakim Mohd Haidi (Brunei) |

### Singapore v Myanmar
Lần gần nhất hai đội gặp nhau là tại Bảng A năm 2020 với chiến thắng 3–0 thuộc về Singapore.
| Singapore                                  | 3–2                              | Myanmar                   |
| ------------------------------------------ | -------------------------------- | ------------------------- |
| Ilhan Fandi 45' · Shahiran 49' · Anuar 74' | Chi tiết (AFFMEC) Chi tiết (AFF) | Maung Maung Lwin 34', 66' |

| Singapore | Myanmar |

| GK                  | 12 | Zaiful Nizam           |     |     |
| CB                  | 22 | Christopher van Huizen |     | 67' |
| CB                  | 14 | Hariss Harun (c)       | 84' |     |
| CB                  | 8  | Shahdan Sulaiman       |     |     |
| RM                  | 11 | Hafiz Nor              |     | 46' |
| CM                  | 6  | Anumanthan Kumar       |     | 53' |
| CM                  | 15 | Shah Shahiran          |     |     |
| LM                  | 2  | Shakir Hamzah          |     |     |
| RF                  | 20 | Shawal Anuar           |     |     |
| CF                  | 19 | Ilhan Fandi            |     | 53' |
| LF                  | 10 | Faris Ramli            |     | 46' |
| Vào sân thay người: |    |                        |     |     |
| MF                  | 3  | Hami Syahin            |     | 46' |
| DF                  | 16 | Ryhan Stewart          |     | 46' |
| FW                  | 9  | Amy Recha              |     | 53' |
| DF                  | 21 | Joshua Pereira         |     | 53' |
| DF                  | 4  | Nazrul Nazari          |     | 67' |
| Huấn luyện viên:    |    |                        |     |     |
| Takayuki Nishigaya  |    |                        |     |     |

| GK                  | 1  | Myo Min Latt         |     |     |     |
| RB                  | 2  | Hein Phyo Win        |     | 54' |     |
| CB                  | 3  | Ye Min Thu           |     |     |     |
| CB                  | 17 | Thiha Htet Aung      |     |     |     |
| LB                  | 5  | Nanda Kyaw           | 81' |     |     |
| DM                  | 6  | Kyaw Min Oo          |     | 85' |     |
| CM                  | 7  | Lwin Moe Aung        |     |     |     |
| CM                  | 13 | Lin Htet Soe         |     | 61' |     |
| RW                  | 11 | Maung Maung Lwin (c) | 82' |     |     |
| LW                  | 8  | Hein Htet Aung       |     |     |     |
| CF                  | 9  | Aung Kaung Mann      |     | 54' |     |
| Vào sân thay người: |    |                      |     |     |     |
| FW                  | 10 | Win Naing Tun        |     | 54' |     |
| DF                  | 12 | Kyaw Zin Lwin        |     | 54' | 86' |
| MF                  | 21 | Myat Kaung Khant     |     | 61' |     |
| FW                  | 19 | Ye Yint Aung         |     | 85' |     |
| MF                  | 20 | Aung Naing Win       |     |     | 86' |
| Huấn luyện viên:    |    |                      |     |     |     |
| Antoine Hey         |    |                      |     |     |     |

| Trợ lý trọng tài: Yoon Jae-yeol (Hàn Quốc) Pattarapong Kijsathit (Thái Lan) Trọng tài thứ tư: Mongkolchai Pechsri (Thái Lan) |

### Malaysia v Lào
2 đội đã gặp nhau 17 lần. Lần gần nhất hai đội gặp nhau là tại Bảng B năm 2020 với chiến thắng 4–0 thuộc về Malaysia.
| Malaysia                                                | 5–0                              | Lào |
| ------------------------------------------------------- | -------------------------------- | --- |
| - Agüero 29' · Halim 65', 68' · Haqimi 77' · Wilkin 87' | Chi tiết (AFFMEC) Chi tiết (AFF) |     |

| Malaysia | Lào |

| GK                 | 23 | Rahadiazli Rahalim |     |     |
| CB                 | 3  | Quentin Cheng      |     |     |
| CB                 | 5  | Sharul Nazeem      |     | 46' |
| CB                 | 15 | Fazly Mazlan       |     |     |
| RM                 | 20 | Shamie Iszuan      |     |     |
| CM                 | 14 | Mukhairi Ajmal     |     | 46' |
| CM                 | 17 | David Rowley       |     |     |
| LM                 | 13 | Hakim Hassan       |     |     |
| RF                 | 11 | Safawi Rasid       |     | 86' |
| CF                 | 19 | Ezequiel Agüero    |     | 82' |
| LF                 | 7  | Faisal Halim       | 8'  | 71' |
| Vào sân thay người |    |                    |     |     |
| MF                 | 10 | Lee Tuck           | 73' | 46' |
| MF                 | 18 | Brendan Gan        |     | 46' |
| FW                 | 22 | Haqimi Azim        |     | 71' |
| MF                 | 8  | Stuart Wilkin      |     | 82' |
| MF                 | 21 | Aliff Haiqal       |     | 86' |
| Huấn luyện viên:   |    |                    |     |     |
| Kim Pan-gon        |    |                    |     |     |

| GK                  | 12 | Keo-Oudone Souvannasangso    |     |     |
| RB                  | 2  | Phoutthavong Sangvilay       |     |     |
| CB                  | 4  | Anantaza Siphongphan         | 13' |     |
| CB                  | 19 | Nalongsit Chanthalangsy      |     |     |
| LB                  | 23 | At Viengkham                 |     | 37' |
| RM                  | 17 | Soukaphone Vongchiengkham    |     | 75' |
| CM                  | 8  | Manolom Phetphakdy           |     | 37' |
| CM                  | 21 | Phithack Kongmathilath       |     |     |
| LM                  | 15 | Chony Waenpaseuth            |     | 63' |
| CF                  | 7  | Anousone Xaypanya            |     |     |
| CF                  | 20 | Ekkamai Ratxachak            |     | 62' |
| Vào sân thay người: |    |                              |     |     |
| MF                  | 5  | Phathana Phommathep          |     | 37' |
| MF                  | 6  | Chanthavixay Khounthoumphone |     | 37' |
| FW                  | 9  | Kydavone Souvanny            |     | 62' |
| MF                  | 11 | Soukphachan Lueanthala       |     | 63' |
| MF                  | 22 | Phouvieng Phounsavath        |     | 75' |
| Huấn luyện viên:    |    |                              |     |     |
| Michael Weiß        |    |                              |     |     |

### Lào v Singapore
2 đội đã gặp nhau 12 lần. Lần gần nhất hai đội gặp nhau là tại trận giao hữu năm 2014 với chiến thắng 2–0 thuộc về Singapore.
| Lào | 0–2                              | Singapore                     |
| --- | -------------------------------- | ----------------------------- |
|     | Chi tiết (AFFMEC) Chi tiết (AFF) | Irfan Fandi 32' · Anuar 90+4' |

| Lào | Singapore |

| GK                  | 12 | Keo-Oudone Souvannasangso    |     |     |
| DF                  | 2  | Phoutthavong Sangvilay       |     |     |
| DF                  | 18 | Nalongsit Chanthalangsy      |     |     |
| DF                  | 4  | Anantaza Siphongphan         |     |     |
| DF                  | 5  | Phathana Phommathep          |     |     |
| MF                  | 17 | Sukaphon Vongchiengkham      |     | 67' |
| MF                  | 7  | Anousone Xaypanya            | 22' | 36' |
| MF                  | 21 | Phithack Kongmathilath       |     | 78' |
| FW                  | 23 | At Viengkham                 |     |     |
| FW                  | 20 | Ekkamai Ratxachak (c)        |     | 78' |
| FW                  | 15 | Chony Waenpaseuth            |     | 67' |
| Vào sân thay người: |    |                              |     |     |
| MF                  | 6  | Chanthavixay Khounthoumphone |     | 36' |
| FW                  | 9  | Kydavone Souvanny            |     | 67' |
| DF                  | 2  | Phouvieng Phounsavath        |     | 67' |
| MF                  | 11 | Soukphachan Lueanthala       | 84' | 78' |
| DF                  | 3  | Phonsack Seesavath           |     | 78' |
| Huấn luyện viên:    |    |                              |     |     |
| Michael Weiß        |    |                              |     |     |

| GK                  | 18 | Hassan Sunny           |     |     |
| CB                  | 17 | Irfan Fandi            |     |     |
| CB                  | 14 | Hariss Harun           |     |     |
| CB                  | 21 | Joshua Pereira         |     |     |
| RM                  | 11 | Hafiz Nor              | 71' | 77' |
| CM                  | 23 | Zulfahmi Arifin        |     |     |
| CM                  | 8  | Shahdan Sulaiman       | 22' |     |
| LM                  | 4  | Nazrul Nazari          |     | 77' |
| FW                  | 10 | Faris Ramli            |     | 61' |
| FW                  | 19 | Ilhan Fandi            | 31' | 61' |
| FW                  | 7  | Song Ui-young          |     | 56' |
| Vào sân thay người: |    |                        |     |     |
| FW                  | 9  | Amy Recha              |     | 56' |
| FW                  | 20 | Shawal Anuar           |     | 61' |
| MF                  | 15 | Shah Shahiran          |     | 61' |
| DF                  | 16 | Ryhan Stewart          |     | 77' |
| DF                  | 22 | Christopher van Huizen |     | 77' |
| Huấn luyện viên:    |    |                        |     |     |
| Takayuki Nishigaya  |    |                        |     |     |

### Việt Nam v Malaysia
2 đội đã gặp nhau 22 lần. Lần gần nhất hai đội gặp nhau là tại Bảng B năm 2020 với chiến thắng 3–0 thuộc về Việt Nam.
| Việt Nam                                                               | 3–0                              | Malaysia |
| ---------------------------------------------------------------------- | -------------------------------- | -------- |
| Nguyễn Tiến Linh 28' · Quế Ngọc Hải 64' (ph.đ.) · Nguyễn Hoàng Đức 83' | Chi tiết (AFFMEC) Chi tiết (AFF) |          |

| Việt Nam | Malaysia |

| GK                  | 23 | Đặng Văn Lâm          |         |     |
| CB                  | 2  | Đỗ Duy Mạnh           |         |     |
| CB                  | 3  | Quế Ngọc Hải          |         |     |
| CB                  | 5  | Đoàn Văn Hậu          |         |     |
| RM                  | 13 | Hồ Tấn Tài            |         |     |
| CM                  | 8  | Đỗ Hùng Dũng (c)      |         | 89' |
| CM                  | 14 | Nguyễn Hoàng Đức      | 69'     | 85' |
| LM                  | 16 | Nguyễn Thành Chung    |         | 46' |
| RF                  | 9  | Nguyễn Văn Toàn       | 15' 32' |     |
| CF                  | 22 | Nguyễn Tiến Linh      |         | 80' |
| LF                  | 20 | Phan Văn Đức          |         | 80' |
| Vào sân thay người: |    |                       |         |     |
| DF                  | 4  | Bùi Tiến Dũng         |         | 46' |
| FW                  | 19 | Nguyễn Quang Hải      |         | 80' |
| FW                  | 18 | Phạm Tuấn Hải         |         | 80' |
| MF                  | 11 | Nguyễn Tuấn Anh       |         | 85' |
| DF                  | 7  | Nguyễn Phong Hồng Duy |         | 89' |
| Huấn luyện viên:    |    |                       |         |     |
| Park Hang-seo       |    |                       |         |     |

| GK                  | 16 | Syihan Hazmi           |     |     |
| CB                  | 5  | Sharul Nazeem          |     | 80' |
| CB                  | 4  | Ruventhiran Vengadesan |     | 46' |
| CB                  | 6  | Dominic Tan            | 42' | 68' |
| RM                  | 2  | Azam Azmi              | 62' |     |
| CM                  | 18 | Brendan Gan            |     |     |
| CM                  | 8  | Stuart Wilkin          |     |     |
| LM                  | 14 | Mukhairi Ajmal         | 35' | 58' |
| RF                  | 7  | Faisal Halim           |     |     |
| CF                  | 9  | Darren Lok             |     | 81' |
| LF                  | 10 | Faisal Halim           |     |     |
| Vào sân thay người: |    |                        |     |     |
| DF                  | 13 | Mohd Norhakim          |     | 46' |
| FW                  | 11 | Safawi Rasid           |     | 58' |
| FW                  | 20 | Nor Shamie             |     | 58' |
| DF                  | 12 | Fazly Mazlan           |     | 80' |
| FW                  | 19 | Ezequiel Agüero        |     | 81' |
| Huấn luyện viên:    |    |                        |     |     |
| Kim Pan-gon         |    |                        |     |     |

| Cầu thủ xuất sắc nhất trận đấu: Đặng Văn Lâm (Việt Nam) Trợ lý trọng tài: Jun Mihara (Nhật Bản) Kota Watanabe (Nhật Bản) Trọng tài thứ tư: Clifford Daypuyat (Philippines) |

### Myanmar v Lào
2 đội đã gặp nhau 11 lần. Lần gần nhất hai đội gặp nhau là tại Bảng A năm 2018 với chiến thắng 3–1 thuộc về Myanmar.
| Myanmar                                    | 2–2                              | Lào                                  |
| ------------------------------------------ | -------------------------------- | ------------------------------------ |
| - Kyaw Min Oo 15' · Maung Maung Lwin 90+6' | Chi tiết (AFFMEC) Chi tiết (AFF) | - Vongchiengkham 12' · Ratxachak 46' |

| Myanmar | Lào |

| GK                  | 23 | Tun Nanda Oo         |       |     |
| RB                  | 2  | David Htan           |       | 57' |
| CB                  | 22 | Hein Zayar Lin       |       |     |
| CB                  | 3  | Ye Min Thu           |       | 46' |
| LB                  | 12 | Kyaw Zin Lwin        |       | 80' |
| RM                  | 21 | Myat Kaung Khant     |       | 57' |
| CM                  | 6  | Kyaw Min Oo          | 69'   | 85' |
| LM                  | 7  | Lwin Moe Aung        |       | 89' |
| RF                  | 8  | Hein Htet Aung       |       |     |
| CF                  | 9  | Aung Kaung Mann      |       | 64' |
| LF                  | 11 | Maung Maung Lwin (c) | 30'   |     |
| Vào sân thay người: |    |                      |       |     |
| MF                  | 13 | Lin Htet Soe         |       | 57' |
| MF                  | 20 | Aung Naing Win       | 90+7' | 80' |
| DF                  | 2  | Hein Pyo Win         |       | 57' |
| FW                  | 19 | Ye Yint Aung         |       | 64' |
| Huấn luyện viên:    |    |                      |       |     |
| Antoine Hey         |    |                      |       |     |

| GK                  | 18 | Xaysavath Souvanhnasok       |       |     |
| RB                  | 5  | Phathana Phommathep          | 45'   |     |
| CB                  | 4  | Anantaza Siphongphan         | 82'   |     |
| CB                  | 19 | Nalongsit Chanthalangsy      |       |     |
| LB                  | 2  | Phoutthavong Sangvilay       |       |     |
| RM                  | 23 | At Viengkham                 |       | 46' |
| CM                  | 17 | Sukaphon Vongchiengkham (c)  |       | 46' |
| CM                  | 6  | Chanthavixay Khounthoumphone |       |     |
| CM                  | 21 | Phithack Kongmathilath       |       | 77' |
| LM                  | 15 | Chony Waenpaseuth            |       | 68' |
| CF                  | 20 | Ekkamai Ratxachak            |       | 83' |
| Vào sân thay người: |    |                              |       |     |
| FW                  | 10 | Billy Ketkeophomphone        | 90+7' | 83' |
| MF                  | 11 | Soukphachan Lueanthala       |       | 46' |
| MF                  | 22 | Phouvieng Phounsavath        |       | 77' |
| FW                  | 9  | Kydavone Souvanny            |       | 68' |
| FW                  | 7  | Anousone Xaypanya            |       | 46' |
| Huấn luyện viên:    |    |                              |       |     |
| Michael Weiß        |    |                              |       |     |

### Singapore v Việt Nam
Lần gần nhất hai đội gặp nhau là tại Giải bóng đá giao hữu quốc tế – Hưng Thịnh 2022 với chiến thắng 4–0 thuộc về Việt Nam.
| Singapore | 0–0                              | Việt Nam |
| --------- | -------------------------------- | -------- |
|           | Chi tiết (AFFMEC) Chi tiết (AFF) |          |

| Singapore | Việt Nam |

| GK                  | 18 | Hassan Sunny           |     |     |
| DF                  | 16 | Ryhan Stewart          |     |     |
| CB                  | 14 | Hariss Harun (c)       |     |     |
| CB                  | 17 | Irfan Fandi            |     |     |
| CB                  | 2  | Shakir Hamzah          |     |     |
| DF                  | 22 | Christopher van Huizen |     | 67' |
| CM                  | 8  | Shahdan Sulaiman       |     |     |
| CM                  | 6  | Anumanthan Kumar       | 5'  | 67' |
| RF                  | 15 | Shah Shahiran          |     |     |
| CF                  | 19 | Ilhan Fandi            |     | 46' |
| LF                  | 10 | Faris Ramli            |     | 46' |
| Vào sân thay người: |    |                        |     |     |
| MF                  | 7  | Song Ui-young          |     | 46' |
| FW                  | 20 | Shawal Anuar           |     | 46' |
| DF                  | 23 | Zulfahmi Arifin        | 82' | 67' |
| DF                  | 4  | Nazrul Nazari          |     | 67' |
| MF                  | 3  | Hami Syahin            |     | 90' |
| Huấn luyện viên:    |    |                        |     |     |
| Takayuki Nishigaya  |    |                        |     |     |

| GK                  | 23 | Đặng Văn Lâm          |     |     |
| DF                  | 17 | Vũ Văn Thanh          | 79' | 82' |
| CB                  | 6  | Nguyễn Thanh Bình     |     |     |
| CB                  | 3  | Quế Ngọc Hải          |     |     |
| CB                  | 4  | Bùi Tiến Dũng         |     |     |
| DF                  | 7  | Nguyễn Phong Hồng Duy |     |     |
| CM                  | 8  | Đỗ Hùng Dũng (c)      |     | 46' |
| CM                  | 11 | Nguyễn Tuấn Anh       |     | 58' |
| RF                  | 15 | Châu Ngọc Quang       |     | 46' |
| LF                  | 10 | Nguyễn Văn Quyết      |     |     |
| CF                  | 18 | Phạm Tuấn Hải         |     | 58' |
| Vào sân thay người: |    |                       |     |     |
| FW                  | 20 | Phan Văn Đức          |     | 46' |
| MF                  | 19 | Nguyễn Quang Hải      |     | 46' |
| FW                  | 22 | Nguyễn Tiến Linh      |     | 58' |
| MF                  | 14 | Nguyễn Hoàng Đức      |     | 58' |
| DF                  | 13 | Hồ Tấn Tài            |     | 82' |
| Huấn luyện viên:    |    |                       |     |     |
| Park Hang-seo       |    |                       |     |     |

### Việt Nam v Myanmar
2 đội đã gặp nhau 10 lần. Lần gần nhất hai đội gặp nhau là tại Bảng A năm 2018 với trận hòa 0–0 giữa 2 đội.
| Việt Nam                                                             | 3–0                              | Myanmar |
| -------------------------------------------------------------------- | -------------------------------- | ------- |
| Kyaw Zin Lwin 8' (l.n.) · Nguyễn Tiến Linh 27' · Châu Ngọc Quang 72' | Chi tiết (AFFMEC) Chi tiết (AFF) |         |

### Malaysia v Singapore
2 đội đã gặp nhau 47 lần. Lần gần nhất hai đội gặp nhau là tại trận giao hữu năm 2022 với chiến thắng 2–1 thuộc về Singapore.
| Malaysia                               | 4–1                              | Singapore   |
| -------------------------------------- | -------------------------------- | ----------- |
| Lok 35' · Wilkin 50', 54' · Agüero 88' | Chi tiết (AFFMEC) Chi tiết (AFF) | - Ramli 85' |